# (27500) Mandelbrot
Pour les articles homonymes, voir Mandelbrot.
(27500) Mandelbrot est un astéroïde de la ceinture principale.

## Description
(27500) Mandelbrot est un astéroïde de la ceinture principale. Il fut découvert par Paul G. Comba le 12 avril 2000 à Prescott. Il présente une orbite caractérisée par un demi-grand axe de 3,1712 UA, une excentricité de 0,1998 et une inclinaison de 1,3886° par rapport à l'écliptique.
Il fut nommé en hommage au mathématicien franco-américain Benoît Mandelbrot.

## Compléments